# Sylvia Kristel
Sylvia Maria Kristel (n. 28 septembrie 1952, Utrecht, Utrecht, Țările de Jos – d. 17 octombrie 2012, Haga, Olanda de Sud, Țările de Jos) a fost o actriță olandeză care a jucat în peste 50 de filme, fiind cunoscută mai ales pentru interpretarea rolului principal în patru din cele șapte filme din seria Emmanuelle.

## Filmografie
- Frank en Eva (1973) ca Sylvia
- Because of the Cats (1973) ca Hannie Troost
- Naakt over de schutting (1973) ca Lilly Marischka
- Emmanuelle (1974) ca Emmanuelle
- Der Liebesschüler (1974) ca Andrea
- Un linceul n'a pas de poches (1974) ca Avril
- Le jeu avec le feu (1975) ca Diana Van Den Berg
- Emmanuelle: L'antivierge (1975) ca Emmanuelle
- Une femme fidèle (1976) ca Mathilde Leroy
- La marge (1976) ca Diana
- Alice ou la dernière fugue (1977) ca Alice Caroll
- René la canne (1977) ca Krista
- Goodbye Emmanuelle (1977) ca Emmanuelle
- Pastorale 1943 (1978) ca Miep Algera
- Mysteries (1978) ca Dany Kielland
- Letti selvaggi (1979) ca The Lady on the Bed/The Unhappy Wife
- The Fifth Musketeer (1979) ca Maria Theresa
- The Concorde ... Airport '79 (1979) ca Isabelle
- The Nude Bomb (1980) ca Agent 22
- Un amore in prima classe (1980) ca Beatrice
- The Million Dollar Face (1981) (TV) ca Brett Devereaux
- Lady Chatterley's Lover (1981) ca Lady Constance Chatterley
- Private Lessons (1981) ca Nicole Mallow
- Private School (1983) ca Ms. Regina Copoletta
- Emmanuelle IV (1984) ca Sylvia / Emmanuelle
- The Big Bet (1985) .... Michelle
- Mata Hari (1985) ca Mata Hari
- Red Heat (1985) ca Sofia
- Casanova (1987) (TV) ca Maddalena
- The Arrogant (1988) ca Julie
- Dracula's Widow (1988) ca Vanessa
- In the Shadow of the Sandcastle (1990) ca Angel
- Hot Blood (1990) ca Sylvia
- Seong-ae-ui chimmuk (1992)
- Éternelle Emmanuelle (1993) (TV) ca Old Emmanuelle
- La revanche d'Emmanuelle (1993) (TV) ca Old Emmanuelle
- Emmanuelle à Venise (1993) (TV) ca Old Emmanuelle
- L'amour d'Emmanuelle (1993) (TV) ca Old Emmanuelle
- Magique Emmanuelle (1993) (TV) ca Emmanuelle
- Le parfum d'Emmanuelle (1993) (TV) ca Emmanuelle
- Beauty School (1993) ca Sylvia
- Le secret d'Emmanuelle (1993) (TV)
- Emmanuelle au 7ème ciel (1993) ca Emmanuelle
- "De eenzame oorlog van Koos Tak" (1996) - Tante Heintje (1996) Episodio TV
- "Onderweg naar morgen" (1994) Serie TV as Trix Odijk (1996)
- Die Sexfalle (1997) (TV) ca Nicole Fuchs
- Gaston's War (1997) ca Miep Visser
- Harry Rents a Room (1999) ca Miss Pinky
- Film 1 (1999) ca Patron
- An Amsterdam Tale (1999) ca Alma
- Lijmen/Het Been (2000) ca Jeanne
- Die Unbesiegbaren (2000) (TV)
- Vergeef me (2001) ca Chiquita (on stage)
- De vriendschap (2001) ca Sylvia
- Sexy Boys (2001) ca La sexologue
- Bank (2002) ca Wife
- Two Sunny Days (2010) ca Angela
- The Swing Girls (2010) (TV) ca Eva de Leeuw